# Eucarpia fasciata
Eucarpia fasciata är en insektsart som först beskrevs av William Lucas Distant 1916.  Eucarpia fasciata ingår i släktet Eucarpia och familjen kilstritar.
Artens utbredningsområde är Sri Lanka. Inga underarter finns listade i Catalogue of Life.